# کتیبه گر نوشته هفشجان

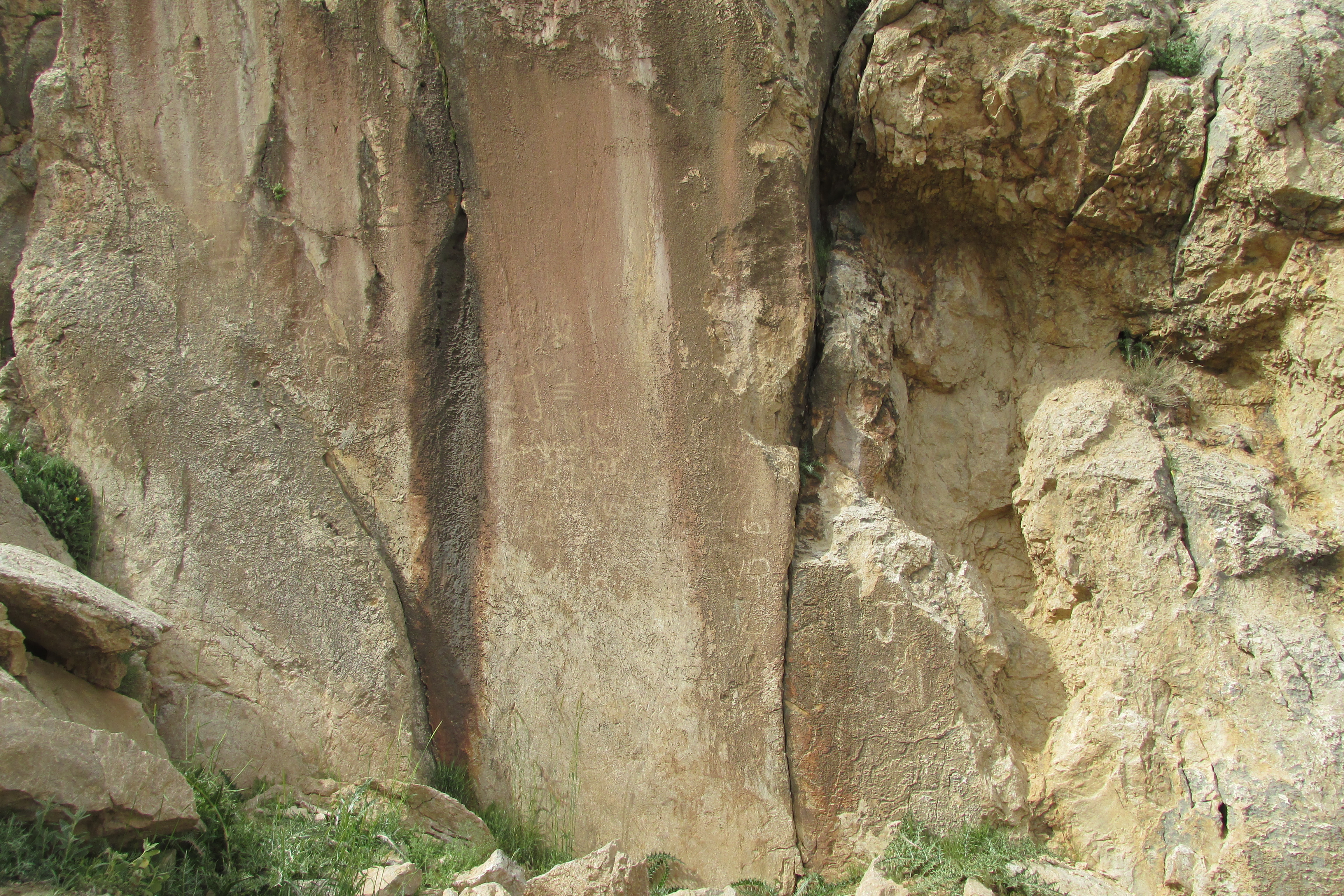
کتیبه ۶۰۰۰ ساله گر نوشته هفشجان، کهن‌ترین کتیبه استان چهارمحال و بختیاری

کتیبه گر نوشته هفشجان مربوط به هزاره ۴ قبل از میلاد است و در هفشجان، کوه جهان بین واقع شده و این اثر در تاریخ ۸ مرداد ۱۳۸۱ با شمارهٔ ثبت ۵۹۹۵ به‌عنوان یکی از آثار ملی ایران به ثبت رسیده است. در کنار این کتیبه که بر دیوارهٔ صخره‌ای و صیقلی کوه جهان بین در حومه شهر هفشجان شهرکرد ایجاد شده است، بقایای راهی سنگ چین وجود دارد که به گفته کارشناسان، احتمالاً بقایای اولین مسیر ارتباطی برای انتقال فرهنگ و تمدن شوش و دشت خوزستان به محیط تمدن تابستانی اسکندری هفشجان در ۱۴ کیلومتری شهرکرد، بوده است. به عبارت دیگر در گذشته شاهراه خوزستان به اصفهان یا همان راه دسپارت (دزپارت) از هفشجان که مرکزیت مطلق منطقه بوده، عبور می‌کرده است. کتیبه گر نوشته در ۱ مردادماه ۱۳۸۱ خورشیدی به شمارهٔ ۵۹۹۵ در فهرست آثار ملی ایران به ثبت رسیده است. اما متأسفانه امروزه هنوز حریم حفاظتی کتیبه گر نوشته و حداقل ایجاد سقف بروی آن برای جلوگیری از فرسایش تدریجی توسط برف و باران توسط هیچ‌یک از سازمان‌های استان انجام نپذیرفته است و این اثر ۶۰۰۰ ساله را که قدیمی‌ترین کتیبه استان است را در معرض نابودی تدریجی قرار داده‌اند.